# Colapso del Estado
El colapso del Estado o caída del Estado es el completo fracaso de un modo de gobierno dentro de un Estado soberano. A veces esto trae consigo un Estado fallido, como en la década final de Yugoslavia. Más a menudo, no es un proceso inmediato de transición a una nueva administración, y servicios básicos, tales como la recaudación de impuestos, la defensa, la policía, el servicio civil, y los tribunales se mantienen en la transición, como en Sudáfrica tras el fracaso del sistema del apartheid.
El colapso del Estado puede coincidir con su colapso económico. No siempre es sinónimo de colapso social, que a menudo es un proceso más prolongado. 
No todos los intentos de cambio de régimen logran el colapso del Estado. La conjura de Babington del siglo XVI para asesinar a la reina Isabel I de Inglaterra, la revuelta del decembrismo del siglo XIX en Rusia y la invasión de Bahía de Cochinos en el siglo XX fracasaron.

## Historia del concepto
Para Aristóteles (384-322 aC), los peligros inherentes de la democracia fueron, en primer lugar, que el conflicto entre la aristocracia y la plebe era inevitable; y segundo, que marcaría el comienzo de "disputas y corrupción". Ambos procesos conducirían al colapso a menos que se hicieran cumplir controles independientes y la separación de poderes. El filósofo griego antiguo Polibio (c.200 - c.118 aC) afirmó que todas las naciones siguen un ciclo de: democracia, oligarquía, dictadura, tiranía y colapso.
El erudito islámico Ibn Khaldun (1332 - 1406) también produjo una teoría general del colapso del Estado. Como «racionalista teológico», transformó el estudio de la historia en una "nueva ciencia". A sus ojos, las dinastías se vuelven "sedentarias, seniles, coercitivas, pomposas, subordinadas al deseo ... propensas a las divisiones en la dinastía". El sentimiento de grupo (asabiyyah, pensamiento grupal) desaparece a medida que la dinastía se hace senil. Ibn Khaldun fue fatalista; «Esta senilidad es una enfermedad crónica que no se puede curar porque es algo natural». Observó que las dinastías duran tres generaciones antes de que una nueva camarilla invasora, «inquieta, alerta y valiente», haga colapsar lo viejo de acuerdo con el principio del Libro del Éxodo, capítulo 20, versículo cuatro: Dios «Expía los pecados de los padres en sus hijos, incluso hasta la tercera y cuarta generación de aquellos que lo odian». El profesor Geoff Mulgan analiza a Ibn Khaldun en detalle y está de acuerdo con el calendario: «Hay paralelismos evidentes entre las vidas de los individuos y los de los grupos gobernantes».
J.J. Saunders, afirmando en 1966 que «nuestra edad, como la suya, es una de miseria», lamenta que Ibn Khaldun no tuviera «predecesores ni sucesores ... hasta cuatro siglos después de su muerte no se levantó de su largo sueño». En 1868 los arabistas franceses tradujeron la Muqaddimah; «El mundo estaba asombrado, pero siguió siendo un pionero solitario sin seguidores ... el mundo aún tiene que demostrar que la historia puede existir independientemente del contexto teológico que le da sentido». 
El filósofo japonés Hajime Tanabe señala el papel casi religioso del Estado para mediar entre los individuos mortales y el universo eterno, de modo que los Estados regularmente colapsan; como figuras religiosas, deben pasar por un proceso de muerte y resurrección. En su opinión, esto puede explicar la popularidad perenne de los Estados porque demuestran regularmente su capacidad de trascender la muerte.
Según el psicólogo Erich Fromm, es posible que una nación entera, si todos comparten los mismos vicios y errores, comparta una locura. El trato inhumano de los gobernantes conduce inevitablemente al colapso.
   "Los déspotas y las camarillas gobernantes pueden tener éxito al dominar y explotar a sus semejantes ... pero sus súbditos reaccionan ... con apatía, deterioro de la inteligencia, iniciativa y habilidades ... o reaccionan por la acumulación de tal odio y destructividad como para buscar un fin para sí mismos, sus gobernantes y su sistema. ... si el hombre vive en condiciones contrarias a su naturaleza y al crecimiento humano y la cordura, no puede evitar reaccionar".
Mark Blyth alega que una democracia también puede colapsar «si los votantes no obtienen lo que quieren y simplemente afirman el status quo». En estas circunstancias, los votantes privados de opciones reales pueden optar por la opción menos democrática.
Marina Ottaway analiza el colapso del Imperio Austrohúngaro y el Imperio Otomano en 1918, la India británica en 1947, el colapso de la Unión Soviética en 1991, el colapso del gobierno supremacista blanco de Sudáfrica en 1993, de Checoslovaquia el año siguiente y de Yugoslavia. Harold Perkin [13] ve "una aceleración del proceso de colapso ... el siglo XX vio el colapso de siete grandes imperios: China imperial, Imperio Alemán, Austria-Hungría, Turquía otomana, el Imperio Japonés, el Imperio Británico, y del Imperio Ruso, dos veces".
John Kenneth Galbraith lamenta la cantidad «muy leve» de investigación sobre el poder político en tales casos. El poder pasa regularmente a aquellos que «afirman lo desconocido con la mayor convicción ... de manera no necesariamente relacionada con la inteligencia». Lo que llamamos «poder» es, «en la práctica, la ilusión de poder». Al analizar cómo el «impotente» Mahatma Gandhi provocó el colapso de la India británica militarmente «poderosa», Galbraith refleja que ese poder, más visto como una posesión de los Estados y sus líderes, sería mejor visto como un flujo, dentro y fuera de «esos instrumentos para hacerlo cumplir».
Algunos científicos políticos como Emmanuel Tood, de manera creíble, predijeron el colapso de la Unión Soviética o teorizaron sobre sus causas. Pero nadie predijo la primavera Árabe. A pesar de que muchos de los escritos de estudio de casos particulares de colapso de Estados en aislamiento, parece ser que no hay textos contemporáneos que compararan los eventos de base histórica e identificaran características comunes.
Martin Wight, al igual que Saunders, deploró las «concentraciones demoníacas de poder» de los países derrotados en las dos guerras mundiales. Como cristiano devoto, vio su «autodestrucción triunfante» como «momentos del Anticristo». No le gustaba la tendencia secular moderna de ver la política como una sucesión de preguntas (la cuestión oriental, la solución de dos Estados) con «soluciones» que carecen de contenido moral, porque
   "Los miembros de la sociedad internacional son, en general, inmortales. Los Estados mueren o desaparecen ocasionalmente, pero sobre todo sobreviven a la duración de la vida humana. Son asociaciones de los vivos con la posteridad ... Una sociedad de inmortales será más flexible que la de los mortales ... existen dificultades morales para acusar a toda una nación, porque (hacer eso) haría sufrir a la mayoría pasiva por los actos de la minoría criminal y de las generaciones futuras por los pecados de los padres".
Con respecto a la idea de que un Estado sea inmortal, Rusia sobrevivió al colapso de dos sistemas políticos diferentes: la Rusia imperial, una monarquía, en 1917; y la Unión Soviética, un totalitarismo comunista, en 1991. Del mismo modo, aunque Alemania, gobernada por el Partido Nazi, fue derrotada en 1945 y la nación, Alemania, desmembrada, fue resucitada en 1990.

## Ejemplos
Los ejemplos del colapso del Estado a través de la guerra civil incluyen: la guerra de las Dos Rosas en Inglaterra del siglo XV; la Guerra de los Treinta años (1618-48); la guerra civil irlandesa (1916-22); la Revolución Comunista China (1949); y la Revolución Cubana (1958). El Estado también colapsa a través de las revoluciones, sin incluir la guerra civil, como tuvo lugar en la China Imperial (1911), en Rusia (1917) y en Irán (1979). El colapso a través de los golpes de Estado ocurrió en Egipto (1952), en Irak (1958) y en Libia (1969). Se produjeron traspasos de poder negociados en la Commonwealth inglesa (1660); y en el colapso de la Unión Soviética (1991), cuando se fragmentó en quince Estados independientes.
La Inglaterra medieval fue el escenario de varios colapsos dinásticos violentos: la caída de los reyes sajones del oeste, cuando Guillermo el Conquistador derrotó a Harold Godwinson en 1066; la guerra civil conocida como La anarquía de 1139-1153 entre Esteban y la emperatriz Matilda, el tiempo conocido como cuando 'Cristo y sus santos estaban dormidos', lo que terminó con la línea de reyes normandos; el reinado del último Angevino, Juan sin Tierra, Rey de Inglaterra, conocido como 'Lackland' por su incompetencia militar al perder Anjou; la tiranía del último monarca Plantagenet, Ricardo II, que fue derrotado por Enrique, duque de Lancaster, luego Enrique IV; la destrucción de la dinastía de Lancaster durante las Guerras de las Dos Rosas, y especialmente en la batalla de Tewkesbury en 1471; y la batalla de Bosworth, que vio el final de Ricardo III y el fin de la línea de York.
La Rebelión Taiping (1850-1864) fue una guerra civil en China entre la dinastía Qing establecida por los manchúes y el movimiento cristiano milenario del Reino celestial de la paz. Fue el segundo peor conflicto en la historia; 20-30 millones de personas murieron en 15 años. En 1858-60, la dinastía Qing colapsó efectivamente cuando Francia y el Reino Unido invadieron China e impusieron tratados desiguales. En 1864, el régimen de Taiping también colapsó y la dinastía se reformó en la Restauración Tongzhi.
La partición de la India en 1947 condujo a la creación de dos naciones independientes, India y Pakistán. La partición desplazó a entre 10 y 12 millones de sijs, hindúes y musulmanes, creando una crisis abrumadora de refugiados; hubo violencia a gran escala, con estimaciones de pérdidas de vidas que acompañaban o precedían a la partición y que variaban entre varios cientos de miles y dos millones.
Los intentos fallidos de reforma en la Unión Soviética, una economía estancada y la derrota en la guerra en Afganistán provocaron un sentimiento general de descontento, especialmente en las repúblicas bálticas y Europa del Este. Las mayores libertades políticas y sociales, instituidas por el último líder soviético, las políticas de Glasnost y Perestroika de Mijaíl Gorbachov alentaron las críticas abiertas al régimen comunista. La caída dramática del precio del petróleo en 1985 y 1986 influyó profundamente en las acciones del liderazgo soviético. La administración Reagan en la década de 1980 colocó misiles Pershing II en Europa occidental para escalar la Guerra Fría, sobreexcitar la economía de la URSS y provocar su caída porque "no pueden sostener el gasto militar de la manera que nosotros podemos". La Unión Soviética finalmente colapsó en 1991 cuando Boris Yeltsin tomó el poder luego de un fallido golpe que intentó derrocar a Gorbachov. Las armas nucleares soviéticas fueron reasignadas a Rusia.
La República Federativa Socialista de Yugoslavia colapsó en la década de 1990, cuando sus seis repúblicas socialistas se separaron para convertirse en países separados; aunque Eslovenia se separó pacíficamente, estallaron guerras civiles en Croacia, Bosnia y Kosovo, antes parte de Serbia. La limpieza étnica y el genocidio estallaron, incluida la masacre de Srebrenica y el genocidio de Bosnia.
El sistema de apartheid en Sudáfrica terminó a través de negociaciones entre el Partido Nacional gobernante, el Congreso Nacional Africano y otras organizaciones políticas, lo que resultó en la primera elección no racial de Sudáfrica, que fue ganada por el Congreso Nacional Africano. Se plantearon preocupaciones sobre el futuro de sus armas nucleares, pero fueron desmanteladas.

## Potencial de inestabilidad
En un Estado totalitario o una ideocracia, los individuos pueden desarrollar una mente cerrada y una personalidad autoritaria, lo que los hace más propensos a resistir las amenazas al régimen en ejercicio. Los psicólogos hablan de un "complejo de Masada" que puede llevar a los fanáticos a una postura suicida y violenta de última instancia. La ex primera ministra británica Margaret Thatcher ha comentado que "la historia enseña que los peligros nunca son mayores que cuando los imperios se rompen".
El nuevo régimen gana poder, no a través de la verdad de sus doctrinas y promesas, sino a través de su capacidad para organizar y absorber a las masas frustradas. Como el Papa Francisco advirtió en 2017, "en tiempos de crisis, carecemos de juicio". La timidez del antiguo régimen contrasta con la audacia de quienes se rebelan contra él; "Donde el poder no se une con la fe en el futuro, se usa principalmente para rechazar lo nuevo y preservar el status quo. Por otro lado, la esperanza extravagante, incluso cuando no está respaldada por el poder real, es probable que genere osadía imprudente". "Los frustrados ven en una caída general un acercamiento a la hermandad de todos. El caos, como la tumba, es un refugio de igualdad".
Según los politólogos, en una ideocracia debe haber un líder carismático despiadado: "el líder es el movimiento", y se requiere que todos los individuos se sometan a él y le rindan culto. "Los seguidores que llevan vidas estériles, inseguras y frustradas obedecen al líder, no a través de la fe en su visión de una 'tierra prometida', sino porque los aleja de sus seres indeseados". Cuando el colapso amenaza, el líder puede insistir en una "lucha hasta el final".
Hitler, según Walter Langer, tenía un complejo de Mesías y se veía a sí mismo como el "Salvador de Alemania" que realizaba "milagros" con la economía. Era antinaturalmente aficionado a su madre, en la medida en que Alemania se convirtió en un "símbolo de madre". Su impulso por destruir (los judíos, el comunismo, Europa) fue un intento inconsciente de resolver su complejo de Edipo y las injusticias de su infancia. Él "desmanteló el Estado alemán ... y lo reemplazó con una máquina de guerra". Fue arrastrado por una marea de eventos.
Mussolini, según Denis Mack Smith, "era un actor, interpretando el papel que los italianos querían que fuera". Era vengativo, sádico, impulsivo, orgulloso y cruel, lleno de "obstinación demoníaca" y no distinguía el bien del mal. Cuando en 1944 lideró un Estado títere en el norte de Italia, "dividió Italia en dos e inició 18 meses de terrible guerra civil". Ken Livingstone ha comparado a Slobodan Milošević con Hitler por su racismo y sus objetivos expansionistas.
Nicolae Ceauşescu "enloqueció" ya en 1971 según John Sweeney, cuando, "ciego a su propio mesianismo", intentó recrear el totalitarismo norcoreano en Rumania. Se situó en el papel de "elegido" y "salvador".

## Secuencia de eventos

### Gestación del colapso
El colapso del Estado es a menudo un proceso gradual de cambio generacional lento e imperceptible. Solo los valientes están preparados para decir la verdad al poder; la mayoría "sigue la corriente", como con la pasividad judía frente a la creciente corrupción de la Alemania Nazi.
El colapso a menudo está precedido externamente por la guerra, e internamente por la superpoblación y la represión. Como señala Paul Kennedy, "las naciones en declive gastan instintivamente más en seguridad y así agravan su dilema a largo plazo". En el caso de una revolución, la crisis se alcanza cuando "el antiguo régimen ya no puede movilizar la fuerza de defensa".

### Regeneración
O bien el propio régimen en ejercicio, o un grupo reaccionario extremista insatisfecho con su desempeño, puede intentar posponer o evitar el colapso mediante la regeneración del apoyo popular; "Al final de una dinastía, a menudo aparece alguna demostración de poder que da la impresión de que la senilidad de la dinastía ha desaparecido. Se ilumina brillantemente justo antes de que se apague, como una vela que salta brillantemente justo antes de apagarse.
Para hacerlo, pueden tener que tomar medidas "heroicas"; "A lo largo de la historia siempre ha habido en caso de la derrota dos caminos de acción; uno tiene el objetivo es ahorrar tanto desgaste como sea posible. el otro al dejar atrás una leyenda conmovedora". Según Piekalkiewicz y Penn, pueden reconsiderar o adaptar la ideología, o reemplazarla por un conjunto completamente nuevo de ideales. Por ejemplo, en Polonia, según Piekalkiewicz y Penn, la ideocracia comunista fracasó en 1980; el reconocimiento del Sindicato Solidaridad de Lech Walesa condujo a un golpe militar y a un gobierno militar autoritario.
Según Sabrina Ramet, pueden considerarse cambios regenerativos los que ocurrieron en Yugoslavia en la década de 1980 cuando la ideología comunista fue reemplazada por una campaña nacionalista por una Gran Serbia y por una revolución antiburocrática en apoyo de Slobodan Milošević. El golpe de los Jóvenes Turcos de 1908, el intento de golpe de Estado soviético de 1991, y las reformas financieras / industriales de Sergei Witte en la Rusia Imperial, fueron todos destinados a regenerar las causas que estaban a punto de colapsar.

### Momento de crisis
Cuando el colapso, ya sea a través de la guerra civil, la revolución, el golpe de Estado o la derrota y / o invasión militar, se vuelve inevitable e inmediato, la ley y el orden pueden quebrarse. Puede haber limpieza étnica o genocidio. Hitler ordenó la muerte de inválidos, gitanos, rusos y judíos en la solución final. En la Turquía otomana, las estimaciones del número de muertos en el genocidio armenio varían entre 300.000 y 1,5 millones.
En el teatro del Pacífico de la Segunda Guerra Mundial, el colapso de Japón fue acelerado por la destrucción nuclear de Hiroshima y Nagasaki.
Cuando la Turquía otomana colapsó al final de la Primera Guerra Mundial, perdió territorio, incluido lo que se convirtió en Siria, Irak y Palestina; el colapso del imperio Austro-Húngaro dio lugar a Checoslovaquia, Hungría y la República de Austria, mientras que Eslovenia y Croacia se convirtieron en parte de Yugoslavia. La Alemania nazi en 1945 se fragmentó en el este y el oeste de Alemania, mientras que Pomerania y Silesia se convirtieron en parte de Polonia

### Postcolapso
En 1946, la Dieta ratificó una nueva Constitución de Japón La nueva constitución redactada por los estadounidenses permitió el control sobre los militares japoneses a través de MacArthur y la ocupación aliada en Japón. "El proyecto político estuvo gran parte de su inspiración de la Declaración de Derechos de EE. UU., la legislación social del New Deal, las constituciones liberales de varios Estados europeos e incluso de la Unión Soviética".
La recuperación del colapso a menudo se mejora mediante esfuerzos formales o informales en la justicia, como los juicios de Núremberg y la Comisión de la Verdad y la Reconciliación (Sudáfrica). Slobodan Milošević y otros dirigentes y militares serbios también fueron juzgados en la corte penal internacional, pero Mussolini y el coronel Gadafi fueron asesinados por turbas.
El colapso del Imperio Otomano en 1918 tuvo como consecuencia a largo plazo, 'el desencadenamiento de la mayoría de los problemas que afectan el Medio Oriente hoy en día.' La hegemonía en el Medio Oriente ha sido objeto de disputas entre Británicos, Franceses, Sionistas, Americanos, Nacionalistas Árabes, Arabia saudí y los intereses Iraníes desde entonces.
Hitler, dice Sebastian Haffner, "nos guste o no", creó muchas características del mundo de posguerra, incluido el Estado de Israel, el final de los imperios europeos, la división de Alemania y la hegemonía conjunta de los EE. UU. y la URSS.

## Estados supuestamente en riesgo de colapso
Paul Stares y Helia Aghani sugieren que Arabia Saudita podría caer en una crisis de sucesión y una guerra civil si se impugna el ascenso de Mohammed bin Salman después de la muerte de su anciano padre, el rey Salman. El Líbano y Jordania podrían colapsar tras la afluencia de refugiados desde Siria y la consiguiente carga sobre la infraestructura.
En 2003, el coronel Gadafi de Libia acordó desmantelar su programa de armas nucleares y químicas. En 2011 fue depuesto y asesinado. Esta es la razón, según la revista Forbes, para que Corea del Norte trate de garantizar su seguridad e invulnerabilidad mediante la continuación de su programa de armas nucleares. Tom Embury-Dennis afirma que Corea del Norte podría colapsar a medida que entren en vigencia nuevas sanciones estadounidenses. En Venezuela, las protestas y los disturbios contra el gobierno autoritario de Nicolás Maduro han aumentado constantemente desde 2014, mientras que la economía y la infraestructura social han empeorado.
Emmanuel Todd, uno de los primeros en predecir la caída de la URSS, predice también el colapso de los EE. UU. En su libro After the Empire: The Breakdown of the American Order. Según el general iraní Reza Naqdi, Estados Unidos colapsará en 2035 y la presidencia de Trump está acelerando ese proceso. Margaret McMillan ha comparado al presidente Trump con Mussolini, sobre la base de que el presidente Trump también busca atención, hace grandes gestos, interpreta al "hombre fuerte" y busca enemigos.
Nigel Lawson predice que la Unión Europea se convertirá en un super-Estado federal; también es probable su colapso, según el presidente polaco, Andrzej Duda, el periodista Stephen Pollard, el economista alemán Thorsten Polleit, y un filtrado plan de contingencia del Gobierno Alemán.
S Daniel Abraham prevé el colapso de Israel, donde los palestinos pronto superarán en número a los judíos, si el problema palestino no se resuelve. Iqbal Jassat compara la situación con el apartheid en Sudáfrica. Un informe secreto de la CIA ve el final de Israel para 2022. En Pakistán, los militantes islámicos supuestamente se están infiltrando en los sistemas militares y de armas nucleares. Existe el temor de un colapso en una guerra nuclear con la India, o de un caos que permita a los extremistas apoderarse de las armas de destrucción masiva.
Gordon G. Chang, en ediciones de The Coming Collapse of China, ha hecho varias predicciones de colapso, ninguna de las cuales se ha materializado. Bruce Gilley ve que se desarrolla un proceso en gran parte pacífico. David Shambaugh dice que China debe liberalizarse para convertirse en una economía desarrollada -como lo han hecho Taiwán y Corea del Sur- o seguir siendo autoritaria y soportar una economía estancada. "No podemos predecir cuándo colapsará el comunismo chino, pero es difícil no concluir que estamos viendo sus fases finales".
Mark Katz sugiere que la ola revolucionaria fundamentalista islámica liderada por Irán podría colapsar, pero "primero debe expandirse significativamente" y luego experimentar una "crisis de confianza".
Geoff Mulgan ha pedido; "nuevas estructuras de gobierno por encima del Estado-nación ... esta tarea es esencial para la supervivencia humana".